# 希維婭·邦戈·翁丁巴
希維婭·邦戈·翁丁巴（法語：Sylvia Bongo Ondimba，1963年3月11日—），加蓬总统阿里·邦戈·翁丁巴的夫人。兩人在1989年結為夫妻。他们育有四名子女。
希維婭出生于法国巴黎，大约两岁时随父母先后移居杜阿拉和突尼斯。1974年，希維婭一家搬到加蓬。她的父亲是一名保险公司的总裁，母亲是哈吉·奥马尔·邦戈的秘书。2023年10月11日，她被逮捕並被監禁。 （页面存档备份，存于）.